# كريستوف لييفسكي
كريستوف لييفسكي (بالبولندية: Krzysztof Lijewski) مواليد 7 يوليو 1983 في اوسترو ولكوبوليسكي، بولندا، هو لاعب كرة يد بولندي يلعب كظهير أيمن. يلعب حاليا مع فيف تارغي كيلسي ويحمل الرقم 19. مثل منتخب بولندا لكرة اليد. شارك في دورة الألعاب الأولمبية الصيفية سنة 2008. حقق المركز الثاني في بطولة العالم لكرة اليد للرجال 2007.

## سجل المنافسة
شارك في البطولات التالية:
- بطولة العالم لكرة اليد للرجال 2015
- بطولة أوروبا لكرة اليد للرجال 2012
- بطولة أوروبا لكرة اليد للرجال 2014
- بطولة أوروبا لكرة اليد للرجال 2016
- الألعاب الأولمبية الصيفية 2016

## الميداليات
| الميدالية | المسابقة                           |
| --------- | ---------------------------------- |
| فضية      | بطولة العالم لكرة اليد للرجال 2007 |
| برونزية   | بطولة العالم لكرة اليد للرجال 2009 |
| برونزية   | بطولة العالم لكرة اليد للرجال 2015 |

## روابط خارجية
- كريستوف لييفسكي على موقع الاتحاد الأوروبي لكرة اليد (الإنجليزية)
- كريستوف لييفسكي على موقع أوليمبيديا (الإنجليزية)
- كريستوف لييفسكي على موقع اللجنة الأولمبية البولندية (مؤرشف) (البولندية)